# دومينيك فيفانت
دومينيك ڤيڤان (بالفرنسية: Dominique Vivant Denon)‏ (4 يناير 1747 - 27 إبريل 1825) هو نحات ورسام وكاتب ودبلوماسي وعالم آثار فرنسي، عين من قبل نابليون بونابرت مديرا لمتحف اللوفر في الفترة ما بين 1802 و1815 في أعقاب الحملة الفرنسية على مصر واستطاع في تلك الفترة تنمية مقتنيات المتحف من الآثار التي تمكن من جمعها آثناء حملات نابليون المختلفة.
ذكراه لا تزال تُحيى إلى اليوم في جناح دينون بالمتحف الحديث، وفي مركز أبحاث دومينيك فيفان دينون. المجلد الذي كتبه والمكون من جزئين "رحلة في مصر والصعيد"، 1802، كان حجر الأساس لتأسيس علم المصريات.

## روابط خارجية
- دومينيك فيفانت على موقع IMDb (الإنجليزية)
- دومينيك فيفانت على موقع الموسوعة البريطانية (الإنجليزية)
- دومينيك فيفانت على موقع إن إن دي بي (الإنجليزية)
- دومينيك فيفانت على موقع قاعدة بيانات الفيلم (الإنجليزية)